# Robert Walser
Robert Otto Walser, * 15. april 1878, Biel, kanton Bern, † 25. december 1956 Herisau, kanton Appenzell Ausserrhoden v Švici je bil nemški švicarski pisatelj.

## Življenje
Bil je drugi najmlajši sin osmih otrok knjigovezca in lastnika papirnice in delavnice za okvirje Adolfa Walserja (1833–1914) in Elisabeth (Elise) Walser (1839–1894). Njegov brat Karl je bil scenograf in slikar. Robert je odraščal dvojezično v Bielu na nemško-francoski jezikovni meji. Tam je obiskoval osnovno šolo in gimnazijo, ki pa je zaradi očetove finančne krize ni zaključil. Zgodaj se je navduševal nad gledališčem; njegovo najljubše gledališko delo so bili Schillerjevi Roparji. Akvarel Karla Walserja brata Roberta prikazuje kot Karla Moora, glavno osebo iz te drame.
1894 je umrla Walserjeva mati, ki je bolehala za depresijo. Po mnenju švicarskega literarnega teoretika Petra von Matta je bil Walserjev tesen odnos do matere odločilen za njegovo ustvarjanje. Od 1892 do 1895 se je pri Kantonalni banki v Bernu in Bielu izučil za bančnega nameščenca. Po zaključku šolanja je nekaj časa služboval v Baslu, 1895 pa se je preselil v Stuttgart, kjer je živel njegov brat Karl. Tam je bil zaposlen pri Union Deutsche Verlagsgesellschaft kot pisec na oddelku za oglaševanje. Ob tem se je brez uspeha poskušal še v igralstvu. Peš se je odpravil nazaj v Švico in septembra 1896 prijavil bivališče v Zürichu. V naslednjih letih je kot pisarniški nameščenec pogosto menjaval službe. V nemško literaturo je vnesel motiv nameščenca.

### 1898–1912
1898 je vodilni švicarski literarni kritik in urednik Josef Viktor Widmann v nedeljski izdaji časnika Der Bund objavil šest Walserjevih pesmi. Čeprav ga je predstavil samo kot dvajsetletnega trgovskega pomočnika R. W., je nanj postal pozoren Franz Blei in ga uvedel v krog okrog revije Die Insel, kjer je spoznal Franka Wedekinga, Maxa Dauthendeya in Otta Juliusa Bierbauma. Tu je Walser objavljal pesmi, dramolete in prozo.
Do leta 1905 je večinoma prebival v Zürichu in menjaval bivališče oz. sobe, vendar tudi v Solothurnu, Winterthuru, Münchnu in pri sestri Lisi v kraju Täuffelen. 1903 je absolviral rekrutsko šolo, potem pa je bil pomočnik pri inženirju in iznajditelju Carlu Dublerju v Wädeswilu pri Zürichu. To obdobje je potem uporabil kot snov za roman Pomočnik (1908). Walserjev prvenec je izšel leta 1904  pri založbi Insel, in sicer je bila to prozna zbirka z naslovom Fritz Kochers Aufsätze (Zapiski Fritza Kocherja).
Poleti 1905 je v Berlinu obiskoval šolo za služabnike in v tej funkciji služboval nekaj mesecev na gradu Dambrau v Zgornji Šleziji. Tematika služabnika se kot rdeča nit vleče skozi njegovo prozo, še posebej pa je prišla do izraza v romanu Jakob von Gunten (1909). V začetku leta 1906 se je spet odpravil v Berlin k bratu Karlu, ki je tam že nekaj časa živel in deloval kot scenograf, slikar in grafik. Ta mu je odprl dostop do gledališča, literature in do založb. Kratek čas je Robert služboval kot tajnik umetniškega združenja Berliner Secession. Spoznal je založnika S. Fischerja in B. Cassirerja, industrijalca Waltherja Rathenaua in igralca Alexandra Moissija.
V Berlinu je v šestih tednih napisal roman Tannerjevi (Geschwister Tanner), ki bil objavljen leta 1907. Leta 1908 je sledil roman Pomočnik (Der Gehülfe), leto pozneje roman Jakob von Gunten. Vsi romani so izšli pri založbi založnika Bruna Cassirerja. Njegov urednik je bil Christian Morgenstern. Ob romanih je pisal kratko prozo, ki je izhajala v revijah in časnikih, kot so Schaubühne, Neue Rundschau, Zukunft, Rheinlände, Neue Zürcher Zeitung, Der neue Merkur itd. Kratko prozo je imel Robert Walser najraje. Romane je pisal bolj zato, ker je to zahteval duh časa in posledično založbe, s katerimi je sodeloval.

### 1913–1929
Leta 1913 se je Walser vrnil v Švico, kjer je sprva stanoval pri sestri Lisi, učiteljici v kraju Bellelay. Tam je spoznal perico Friedo Mermet, s katero je bil odtlej tesno prijateljsko in pisemsko povezan. Po kratkem bivanju pri očetu v Bielu se je julija 1913 vselil v mansardo hotela Blaues Kreuz v Bielu, kjer je ostal do leta 1920. Leta 1914 mu je oče umrl.
Med prvo svetovno vojno je moral Walser večkrat opravljati vojaško službo. Konec leta 1916 je v sanatoriju Waldau umrl njegov brat Ernst, ki je bolehal za psihično boleznijo. Leta 1919 je samomor naredil Walserjev brat Hermann, profesor zemljepisa v Bernu. V tem času je Walser, tudi zaradi vojne, zapadel v izolacijo. Možnosti objav v nemških revijah ni bilo več ali pa v zelo zmanjšani meri, kot pisatelj ni mogel več preživeti, čeprav je bil še naprej ustvarjalen. V Bielu je napisal veliko kratkih proznih besedil, ki so bila natisnjena v zbirkah Aufsätze (1913), Geschichten (1914), Dichtungen (1915), Prosastücke (1917), Kleine Prosa (1917), Poetenleben (1917), Seeland (1920). Veliko je hodil. Svojo dolgo hojo je literarno tematiziral v delu Der Spaziergang (1918). Pripoved je eno najznamenitejših Walserjevih del in se priporoča kot uvod v razumevanje Walserjevega dela.
Na začetku leta 1921 se je preselil v Bern, kjer je nekaj mesecev služboval kot pomožni nameščenec v državnem arhivu. Pisal je roman Theodor, ki pa se ni ohranil. V Bernu je živel zelo osamljeno življenje in se pogosto selil. 

### 1929–1956
Ker so ga mučili občutki strahu in halucinacije, se je na začetku leta 1929 po nasvetu psihiatra in na željo sestre Lise napotil v sanatorij Waldau pri Bernu. V nekem psihiatričnem izvidu je zapisano: »Pacient pravi, da sliši glasove.« Po nekaj tednih se je Walserju stanju izboljšalo in spet je začel pisati, čeprav z vmesnimi premori in veliko manj kot prej. Pisal je s svinčnikom po t. i. Bleistieftmethode (metoda s svinčnikom) v pomanjšani pisavi. Te njegove stvaritve so dobile ime Mikrogrami in niso vse ohranjene.
Šele ko je bil leta 1933 proti svoji volji premeščen v sanatorij Herisau, in verjetno tudi zato, ker so takrat nacisti v Nemčiji prišli na oblast, s čimer je odpadla možnost objavljanja v nemških revijah in časnikih, je povsem prenehal s pisanjem, čeprav so mu v sanatoriju bili pripravljeni priskrbeti sobo za pisanje. Kot tudi drugi pacienti je Walser v zavodu izdeloval papirnate vrečke. V prostem času je bral zabavno literaturo in hodil na sprehode.
V sanatoriju ga je od leta 1936 naprej obiskoval njegov občudovalec in poznejši mecen Carl Seelig in o tem objavil knjigo Wanderungen mit Robert Walser (Sprehodi z Robertom Walserjem). Seelig si je prizadeval za nove izdaje Walserjevih del, saj je pisatelj takrat že domala zatonil v pozabo. Po smrti brata Karla (1943) in sestre Lise (1944) je Seelig postal njegov pooblaščenec. Walser, ki je bil sicer čudaški, ni pa več kazal znakov psihičnega obolenja, je vedno znova zavračal možnost, da bi sanatorij zapustil. Na prvi božični dan leta 1956 je umrl zaradi srčnega infarkta na enem svojih dolgih sprehodov. V snegu sta ga našla fanta z bližnje kmetije. Fotografije mrtvega pisatelja v snegu močno spominjajo na podobno sliko umrlega pesnika Sebastiana v snegu v Walserjevem prvem romanu Tannerjevi.

## Delo
Tipični za Walserjevo delo sta igriva vedrost in ironija, na ozadju eksistencialnih strahov. Zgodnja dela delujejo na prvi pogled naivno in igrivo, za to navidezno preprostostjo se skriva zelo moderno, natančno opazovanje vsakdana, ki pa vodi proč od realnosti v skrajno umetelno, samosvojo obliko in jezik. Walserjeva dela, ki so bila prvič v celoti izdana šele v šestdesetih letih, ravno zato spadajo med bistvene dosežke literarnega modernizma. V jeziku so refleksi švicarske nemščine, aluzije na številna literarna dela, intertekstualnost in citatnost, druženje trivialnosti z visoko literaturo.
Walserjevo delo je težko zajemljivo. Vzrok za to je dejstvo, da je kratko prozo objavljal v raznih časnikih in revijah in dela vse doslej niso bila v celoti evidentirana; leta 2016 so npr. v knjižnici v Solothurnu našli njegova pisma Emilu Wiedmerju, uredniku literarne revije Die Ähre. Njegovo delo so razdelili v štiri obdobja, ki se orientirajo po krajih bivanja: zgodnje delo (1898–1905) je nastajalo pod vplivom jugendstila in esteticizma; relativno realistična so besedila iz berlinske dobe (1905–1913), ko so nastali tudi trije pomembni romani; v bielskem obdobju (1913–1920) prednjači domačijska umetnost in švicarske teme; v bernskem obdobju (1921–1933) imamo opraviti z vedno bolj abstraktnim, hermetičnim pisanjem. Po letu 1933, ko so ga premestili v sanatorij v Herisau (1933–1956), je Walser domala povsem umolknil in ni več pisal. Občasno je napisal kakšno pismo, po letu 1949 pa tudi teh ne več.
1898–1905: Začetki
Od leta 1898 naprej so v prilogi Sonntagsblatt des Bundes izhajale Walserjeve pesmi. Od marca 1902 do avgusta 1903 so bile v prilogi objavljena besedila, ki so pozneje izšla v knjižni obliki kot prvenec Fritz Kochers Aufsätze. Od leta 1899 naprej je tudi revija Die Insel objavljala Walserjeve pesmi, prozo in zgodnje dramolete. 
Prva in edina knjižna objava iz tega obdobja so zgodbe v zbirki Fritz Kochers Aufsätze iz leta 1904, čeprav je bil Walser ravno v tem obdobju zelo produktiven: napisal je 80 pesmi, dramska besedila in prozo. V zbirkah, ki so izšle v berlinskem obdobju, je tudi veliko pesmi iz začetnega obdobja. Večina pesmi, ki so izšle leta 1909 z naslovom Gedichte z ilustracijami brata Karla, je bila objavljena med 1898 in 1900 v revijah Sonntagsblatt des Bund, Freistatt, Opale in drugih. Tudi publikacija Komödie (1919) sega s svojim nastankom na prelom stoletja, okrog 1900. Že leta 1903 so obstajali načrti za objavo dram. Zbirka Fritz Kochers Aufsätze naj bi bila prva knjiga od treh; v drugi naj bi bili natisnjeni dramoleti, v tretji pa pesmi. Čeprav so bile recenzije Walserjevega prvenca pozitivne, se je knjiga slabo prodajala. Leta 1910 so ceno za knjigo znižali, druga dva dela se potem nista natisnila.
V prvo, produktivno Walserjevo fazo spada tudi nastanek dramoleta Der Teich, ki je edino Walserjevo delo, napisano v dialektu. Objavljeno je bilo leta 1966 v zbranem delu, ki ga je uredil Jochen Greven. Čeprav ga je imel sprva za najstarejše Walserjevo delo, se je potem izkazalo, da sega nastanek najverjetneje v leto 1902.
1905–1913: Berlinsko obdobje
Berlinsko obdobje se je začelo zelo produktivno. Med leti 1906 in 1909 so nastali romani Tannerjevi, Pomočnik in Jakob von Gunten. Vsi trije so bili objavljeni pri založbi Bruno Cassirer, potem ko se je urednik Christian Morgenstern navdušil nad Walserjevim prvencem in ga primerjal z romanom Bratje Karamazovi Dostojevskega. Ob tem je objavljal še prozna besedila v revijah in časnikih, ki so izšla pozneje v bielskem obdobju tudi v knjižni obliki.
Značilna za berlinsko obdobje je poetika moderne, intertekstualnost in soočenje s sodobnimi diskurzi, ki najde izpopolnitev v velemestnih motivih. Berlin kot metropola moderne postaja topos Walserjeve literarne pokrajine. 
Walserja je v berlinsko umetniško in literarno sceno uvedel brat Karl, ki je bil v stiku z berlinsko secesijo in je poznal številne umetnike in založnike. Vendar Walserja ta milje za pisanje ni zanimal – bolj kot rastočo in vzpenjajočo meščanstvo je pisal iz zornega kota malomeščanskega brezdelneža. S tem se je izključil iz meščanskega in literarnega življenja. 
1913–1921: Bielsko obdobje
1913 se je vrnil v Švico. Ta vrnitev je tudi povratek iz družbenega in literarnega življenja v privatno in osebno. Imel ni skoraj nikakršnih stikov, sploh pa ne literarnih. Inspiracijo in motivacijo za pisanje je našel na dolgih sprehodih in v naravi. To se zrcali v njegovem delu kot odpoved velemestnim temam in motivom in kot povratek k idili. Idila se vedno znova prekine zaradi prve svetovne vojne. Besedila iz tega obdobja vsebujejo več ironije, vendar tudi negotovosti in strahu. Tematizira tudi vojno in vojaško življenje (Der Soldat, Beim Militär).
Napisal je eno svojih najpomembnejših besedil – Der Spaziergang (1917) in več zbirk kratke proze. Večina je bila objavljena že prej v časnikih in revijah, le zbirka Prosastücke je vsebovala še neobjavljene zgodbe. Der Spaziegang je bil sprva objavljen kot samostojna knjiga pri založbi Huber iz Frauenfelda, v zbirki Seeland je bila potem leta 1919 močno prirejena. Dela, nastala v bielskem obdobju, Aufsätze (1913), Geschichten (1914) in Kleine Dichtungen (1915) so izšla pri založbi Kurt Wolff v Leipzigu, pri založbi Rascher iz Züricha pa Kleine Prosa (1917), Poetenleben (1917) in Seeland (1920).
1921–1933: Bernsko obdobje
Od leta 1921 naprej je živel v Bernu. To obdobje je bilo eno najbolj ustvarjalnih v Walserjevem življenju. Predvsem v letih 1924–1926 je pisal skoraj vsak dan, objavljal v pomembnih časnikih (Prager Presse, Berliner Tagblatt, Frankfurter Zeitung) in postal eden najpomembnejših feljtonistov v nemškem kulturnem prostoru nasploh.
V to obdobje spadajo mikrogrami. Gre za t. i. miniaturno pisavo oz. Sütterlingovo pisavo (po grafiku Ludwigu Sütterlingu), s črkami, manjšimi od enega milimetra, ko večina črk postane neberljiva. Razloge zanjo je Walser obrazložil v pismu Maxu Rychnerju, uredniku revije Neue Schweizer Rundschau, čeprav je zamolčal tisto, ker je pri njegovi »metodi s svinčnikom« oz. mikrografiji (tako jo označuje literarni teoretik Jochen Greven) zbuja največ pozornosti. Pismo je datirano z 20. junijem 1927, v njem pa Walser razlaga, da je ob koncu berlinskega obdobja, torej okrog leta 1911, utrpel ustvarjalno krizo, ki se je kazala v zakrčenosti roke. Iz krča se je z leti osvobodil tako, da je začel pisati s svinčnikom in zapise potem s peresom prepisal na čisto. Ta dvodelni postopek je pravzaprav značilen za vsakega avtorja. Vedeti je treba, da je bil mladi Walser navajen pisati na čisto že v prvem poskusu, in sicer s pisavo, ki je bila podobna kaligrafiji. Ko nenadoma tega ni bil več sposoben, se je čutil poraženega. Mikrografija se mu je zdela najustreznejša oblika osnutka. Pisanje si je rad oteževal, npr. tako da pozimi v svoji pisateljski kamrici ni kuril, da bi potem s svojo notranjostjo tako rekoč zanetil ogenj. Pri osnutkih s svinčnikom konec besedila običajno sovpada s koncem lista. S tem se mu je ponudila možnost, da je na samo enem listu združil vse tri literarne zvrsti, ki jih je gojil, in sicer pesmi, prozo in dramske scene.
Tudi nastanek romana Ropar (1925) je povezan z mikrogrami. Roman je v vseh pogledih edinstven. Napisan je bil poleti leta 1925 na 24 listih in v 35 sekvencah, ki verjetno ustrezajo dnevnemu penzumu pri nastajanju. Roman je ostal brez naslova. Zdi se, da na objavo sploh ni pomislil, niti ustno niti pisno o obstoju tega romana ni izpričanega nič. Fabuliral ga je objestno, skorajda razuzdano. »Anything goes« je njegovo geslo, vendar mu tudi ne manjka obrtniške discipline.
V romanu Ropar je vse polno namigovanj na berlinske lokale in ljudi, ki jih je Walser srečeval v prvih bernskih letih. Zato lahko roman beremo tudi kot roman o mestu Bern.  
Leta 1925 je izšla še knjiga Die Rose (Roža) pri založbi E. Rowohl v Berlinu, to je bila zadnja knjiga, ki jo je v objavo ponudil sam.

## Recepcija
Walser, ki z izjemo v svojih zgodnjih letih v krogu revije Die Insel nikdar ni pripadal kakšni literarni šoli, skupini ali smeri, je bil pred prvo svetovno vojno in v dvajsetih letih uveljavljen avtor, nazadnje skoraj samo kot feljtonist. Cenili so ga  Christian Morgenstern, Robert Musil, Kurt Tucholsky, Franz Kafka, Walter Benjamin in Hermann Hesse. V 30. letih je v Nemčiji hitro zatonil v pozabo, kljub Seeligovim izdajam njegovega dela v Švici. Ponovno je postal širše poznan v 70. letih. 
Odtlej je Walserjevo zbrano delo, tudi neobjavljeni rokopisi, dostopno v obsežni izdaji. Walser je vplival na avtorje, kot so Martin Walser, Peter Bichsel, Peter Handke, Elfriede Jelinek, W. G. Sebald. Leta 1967 je Fanny Hebi – Walser pisateljevo zapuščino predala fundaciji Carla Seeliga, ki jo je ustanovil Elio Fröhlich. Pogoj je bila vzpostavitev arhiva Roberta Walserja, do katerega je prišlo leta 1973.

## Center Roberta Walserja
V Bernu je bil leta 2009 ustanovljen Robert-Walser-Zentrum, naslednik arhiva Roberta Walserja v Zürichu, ki sta ga dolga leta vodila Werner Morlang in Bernhard Echte. Center zbira, urejuje in posreduje njegova dela in zapuščino, vodi ga Reto Sorg. V centru je arhiv, knjižnica, dva prostora s prostimi mesti za delo. Center organizira seminarje in podpira prevode v tuje jezike. 
Publikacije, ki jih je izdal Center Roberta Walserja
- Robert-Walser-Handbuch, 2015.
- Freiwillig im Robert Walser-Zentrum. Engagement und Erfahrungswissen im Alltag einer Kulturinstitution. Ur. Arthur Mohr in Reto Sorg. Bern 2018 (Schriften des Robert Walser-Zentrums, 4). ISBN 978-3-9523586-3-4.
- Robert Frank: Ferne Nähe / Distant Closeness. Hommage für / A Tribute to Robert Walser. 21 Fotografien/ 21 Photographs. Bern 2012 (Schriften des Robert Walser-Zentrums, 3). ISBN 978-3-9523586-2-7.
- Roland Stark: Sprache auf der Goldwaage. Robert Walser als Beiträger zu Richard Dehmels illustriertem Kinderbuch Der Buntscheck. Bern 2012 (Schriften des Robert Walser-Zentrums, 2). ISBN 978-3-9523586-1-0.
- ‚Jedes Buch, das gedruckt wurde, ist doch für den Dichter ein Grab oder etwa nicht?’. Robert Walsers Bücher zu Lebzeiten. Ur. Reto Sorg in Lucas Marco Gisi. Bern 2009 (Schriften des Robert Walser-Zentrums, 1). ISBN 978-3-9523586-0-3.

Antologije
- Walser, Robert: Die kleine Berlinerin. Geschichten aus der Großstadt. Ur. Pino Dietiker in Reto Sorg. Insel Verlag, Berlin 2018 (insel taschenbuch; 4622).
- Walser, Robert: «Das Beste, was ich über Musik zu sagen weiß». Ur. Roman Brotbeck in Reto Sorg. Insel Verlag, Berlin 2015 (insel taschenbuch; 4420).
- Walser, Robert: Der Teich. Szenen. Prev. Händl Klaus in Raphael Urweider. Ur. Reto Sorg. Insel Verlag, Berlin 2014 (Insel-Bücherei; 1396)
- Walser, Robert: Der kleine Tierpark. Ur. Lucas Marco Gisi in Reto Sorg. Insel Verlag, Berlin 2014 (insel taschenbuch; 4294)
- Walser, Robert: Mikrogramme. Mit 68 Abbildungen. Ur. Lucas Marco Gisi, Reto Sorg in Peter Stocker. Suhrkamp, Berlin 2011 (Bibliothek Suhrkamp).
- Walser, Robert: Im Bureau. Ur. Reto Sorg in Lucas Marco Gisi. Insel Verlag, Berlin 2011 (insel taschenbuch; 4087).
- Walser, Robert: Tiefer Winter. Ur. Margit Gigerl, Livia Knüsel in Reto Sorg. Insel Verlag, Frankfurt a. M./Leipzig 2007 (insel taschenbuch; 3326)

## Robert Walser v slovenščini
Prvi prevodi segajo v 90. leta, ko so bila razen mikrogramov in pisem prevedena vsa pomembna dela. Leta 2008 je v Mariboru potekal simpozij o Franzu Kafki in Robertu Walserju: Franz Kafka und Robert Walser: Internationales Symposium der Germanistik in Maribor, ki ga je vodila Vesna Kondrič Horvat. 
Knjige v slovenščini
- Tannerjevi, Dražgoše 1994, Pan 1994, prevedel J. Novak (COBISS) (Geschwister Tanner)
- Pomočnik , Mihelač, Ljubljana 1994, prevedel V. Klabus (COBISS) (Der Gehülfe)
- Jakob von Gunten, Beletrina, Ljubljana 2013, prevod M. Kranjc (COBISS) (Jakob von Gunten)
- Spisi Fritza Kocherja, LUD Šerpa, Ljubljana 2011, prevedel S. Šerc (Fritz Kochers Aufsätze)
- Življenje poeta, LUD Šerpa, Ljubljana 2011, prevedel S. Šerc (Poetenleben)
- Jezerska pokrajina, LUD Šerpa, Ljubljana 2012, prevedel S. Šerc, (COBISS) (Seelandschaft)
- Roža, LUD Šerpa, Ljubljana 2014, prevedel S. Šerc, (COBISS) (Die Rose)
- Ropar, Nova revija, Ljubljana 2009, prevedel S. Šerc, (COBISS) (Räuber-Roman)